# Liu Qingyi
Liu Qingyi, nota come 671 (劉清漪T, 刘清漪S, Liú QīngyīP; Huixian, 19 ottobre 2005), è una danzatrice cinese che vinto la medaglia di bronzo per la Cina ai Giochi della XXXIII Olimpiade nella break dance femminile.
Il suo nickname 671 è dovuto al fatto che tali numeri si pronunciano in maniera simile al suo nome in lingua cinese (六七一S, Liù qī yīP).

## Carriera
Liu ha iniziato a praticare breaking all'età di dieci anni.
Nel 2021 la Liu partecipa alla prima competizione internazionale, prendendo parte ai Mondiali di break dance della World DanceSport Federation di Parigi, concludendo la sua gara alla nona posizione complessiva.
L'anno successivo, a 17 anni, partecipa ai Mondiali di Seul, in Corea del Sud, vincendo la medaglia di bronzo.
Nel 2023 prende parte alla gara di break dance femminile dei Giochi asiatici del 2022 di Hangzhou, posticipati di un anno a causa della pandemia di COVID-19, vincendo la medaglia d'oro. Così facendo, Liu Qingyi è diventata la prima ballerina di break dance cinese a ricevere una medaglia e a ottenere un posto per le Olimpiadi estive del 2024.
Ai Giochi della XXXIII Olimpiade Liu ha preso parte alla gara femminile di break dance, vincendo la medaglia di bronzo.

## Palmarès
| Anno | Manifestazione  | Evento  | Sede       | Risultato | Fonte  |
| ---- | --------------- | ------- | ---------- | --------- | ------ |
| 2022 | Giochi mondiali | B-Girls | Birmingham | 4°        | [ 9 ]  |
| 2021 | Mondiali        | B-Girls | Parigi     | 9°        | [ 6 ]  |
| 2022 | Mondiali        | B-Girls | Seul       | Argento   | [ 7 ]  |
| 2023 | Mondiali        | B-Girls | Lovanio    | 5°        | [ 10 ] |
| 2023 | Giochi asiatici | B-Girls | Hangzhou   | Oro       | [ 11 ] |
| 2024 | Giochi olimpici | B-Girls | Parigi     | Bronzo    | [ 12 ] |
| 2025 | Giochi mondiali | B-Girls | Chengdu    | Argento   |        |